# Maria Grace Koh
Maria Grace Koh (* 25. Oktober 1992) ist eine Schwimmerin aus Brunei. Sie ist Mitglied der Schwimmnationalmannschaft ihres Landes und hält die nationalen Schwimmrekorde über 50, 100 und 200 m Brust, 50, 100 und 200 m Schmetterling sowie über 200 und 400 m Lagen.

## Werdegang
Koh wurde als ältestes von drei Geschwistern geboren. Im Alter von acht Jahren begann sie mit dem Schwimmsport und bestritt an ihrer Schule, der International School Berakas, ihren ersten Wettkampf. Als sie neun Jahre alt wurde, bat sie ihre Eltern, sie zum Schwimmunterricht anzumelden, und noch im gleichen Jahr nahm sie auf den Philippinen erstmals an einem internationalen Wettkampf teil.
Mit 10 Jahren wurde Koh Mitglied der Juniorennationalmannschaft Bruneis. 2005 gewann sie bei den Arafura Games in Darwin die Bronzemedaille über 50 Meter Schmetterling. 2005 und 2007 nahm sie an den Sabah Age Group Swimming Championships teil.
Im August 2008 sollte Koh zusammen mit dem Kugelstoßer Mohd Yazid Yatimi Yusof ihr Land bei den Olympischen Sommerspielen in Peking vertreten. Nachdem der Brunei Darussalam National Olympic Council die Meldefrist für seine Athleten hatte verstreichen lassen, wurde das Sultanat unmittelbar vor Beginn der Eröffnungsfeier von der Teilnahme ausgeschlossen.

## Quelle
- Maria hopes to be second time lucky. in: The Brunei Times, 24. Mai 2008

| Personendaten    | Personendaten           |
| ---------------- | ----------------------- |
| NAME             | Koh, Maria Grace        |
| KURZBESCHREIBUNG | bruneiische Schwimmerin |
| GEBURTSDATUM     | 25. Oktober 1992        |
| GEBURTSORT       | Brunei                  |